# Грабаровский сельский совет (Пирятинский район)
Грабаровский сельский совет (укр. Грабарівська сільська рада) — входит в состав
Пирятинского района
Полтавской области
Украины.
Административный центр сельского совета находится в 
с. Грабаровка.

## Населённые пункты совета
- с. Грабаровка